# Subotica (cheval)
Pour les articles homonymes, voir Subotica (homonymie).
Subotica (1988-2014) est un cheval de course pur-sang anglais, vainqueur du Prix de l'Arc de Triomphe 1992.

## Carrière de courses
Élevé par Paul de Moussac, Subotica passe aux ventes de Deauville où il est acquis par Olivier Lecerf pour la somme de 260 000 F. Confié à André Fabre, ce fils de Pampabird et Terre de Feu, par Busted, débute à deux ans où il conclut son année par une victoire dans une listed.
À trois ans, il effectue sa rentrée dans le Prix Noailles où il ne trouve que Pistolet Bleu pour lui barrer la route du succès. Bis repetita dans le Prix Hocquart, où les deux rivaux se retrouvent dans le même ordre à l'arrivée. Il termine encore deuxième dans le Prix du Jockey-Club, derrière le troisième larron de cette génération riche en champions, Suave Dancer. Mais Subotica trouve une première consécration dans le Grand Prix de Paris. Après une tentative infructueuse dans une listed richement dotée, largement à sa portée mais où tout le peloton se ligue contre lui, il prend sa revanche sur Pistolet Bleu dans le Prix Niel. Annoncé comme l'un des principaux favoris du Prix de l'Arc de Triomphe, il doit déclarer forfait la veille de la course, laissant Suave Dancer se couvrir de gloire dans l'épreuve reine.
À quatre ans, Subotica rentre victorieusement dans le Prix Ganay, où il devance ses éternels rivaux, Pistolet Bleu et Suave Dancer. Il se rend à Epsom pour disputer la Coronation Cup : complètement englué dans le peloton, il termine à une très malheureuse quatrième place d'une course qu'il aurait dû remporter. Il s'octroie ensuite le deuxième accessit du Grand Prix de Saint-Cloud, remporté par un certain Pistolet Bleu. Enfin, après une seconde place dans le Prix Foy, il est couronné dans le Prix de l'Arc de Triomphe qu'il remporte devant la championne anglaise User Friendly et un aréopage de pas moins de onze lauréats de Groupe 1. Subotica fait ses adieux dans la Breeders' Cup Turf aux États-Unis, mais ne s'adapte pas au tracé très étroit de Gulfstream Park et termine cinquième, son plus mauvais classement en 15 sorties. Timeform lui attribua un rating de 131.

### Résumé de carrière
| Date         | Hippodrome       | Pays        | Course                    | Statut      | Distance    | jockey      | Place       | Écart       | Vainqueur ou deuxième | Temps       | Gains       |
| 1990, 2 ans  | 1990, 2 ans      | 1990, 2 ans | 1990, 2 ans               | 1990, 2 ans | 1990, 2 ans | 1990, 2 ans | 1990, 2 ans | 1990, 2 ans | 1990, 2 ans           | 1990, 2 ans | 1990, 2 ans |
| ------------ | ---------------- | ----------- | ------------------------- | ----------- | ----------- | ----------- | ----------- | ----------- | --------------------- | ----------- | ----------- |
| 22 août      | Deauville        | France      | Prix des Roches Noires    | Maiden      | 1 500 m     | A. Lequeux  | 4e / 9      |             | Beau Sultan           | 1'41"30     | 2 439 €     |
| 6 novembre   | Maisons-Laffitte | France      | Prix Mieuxce              | Maiden      | 1 600 m     | C. Asmussen | 1er / 12    | 3           | Double Favor          | 1'45"90     | 12 196 €    |
| 21 novembre  | Évry             | France      | Prix Isonomy              | Listed      | 1 800 m     | T. Jarnet   | 1er / 9     | 1           | Calimala              | 2'01"20     | 18 294 €    |
| 1991, 3 ans  |                  |             |                           |             |             |             |             |             |                       |             |             |
| 7 avril      | Longchamp        | France      | Prix Noailles             | Gr. 2       | 2 200 m     | T. Jarnet   | 2e / 8      | 3/4         | Pistolet Bleu         | 2'19"00     | 15 245 €    |
| 5 mai        | Longchamp        | France      | Prix Hocquart             | Gr. 2       | 2 400 m     | T. Jarnet   | 2e / 6      | 1 ½         | Pistolet Bleu         | 2'30"00     | 18 294 €    |
| 2 juin       | Chantilly        | France      | Prix du Jockey-Club       | Gr. 1       | 2 400 m     | T. Jarnet   | 2e / 7      | 4           | Suave Dancer          | 2'27"40     | 152 449 €   |
| 23 juin      | Longchamp        | France      | Grand Prix de Paris       | Gr. 1       | 2 000 m     | T. Jarnet   | 1er / 9     | encolure    | Sillery               | 2'05"20     | 228 674 €   |
| 17 août      | Deauville        | France      | Piaget d'Or               | Listed      | 2 000 m     | T. Jarnet   | 5e / 8      | 3/4         | La Carene             | 2'11"80     | 22 867 €    |
| 15 septembre | Longchamp        | France      | Prix Niel                 | Gr. 2       | 2 400 m     | T. Jarnet   | 1er / 8     | encolure    | Pistolet Bleu         | 2'28"50     | 60 980 €    |
| 1992, 4 ans  |                  |             |                           |             |             |             |             |             |                       |             |             |
| 3 mai        | Longchamp        | France      | Prix Ganay                | Gr. 1       | 2 000 m     | T. Jarnet   | 1er / 7     | encolure    | Pistolet Bleu         | 2'09"30     | 76 225 €    |
| 4 juin       | Epsom            | Royaume-Uni | Coronation Cup            | Gr. 1       | 2 400 m     | T. Jarnet   | 4e / 9      | 1 ¾         | Saddler's Hall        | 2'35"73     | 10 052 €    |
| 5 juillet    | Saint-Cloud      | France      | Grand Prix de Saint-Cloud | Gr. 1       | 2 400 m     | T. Jarnet   | 3e / 7      | 7 ½         | Pistolet Bleu         | 2'30"30     | 45 734 €    |
| 13 septembre | Longchamp        | France      | Prix Foy                  | Gr. 2       | 2 400 m     | T. Jarnet   | 2e / 4      | 3/4         | Magic Night           | 2'40"50     | 12 196 €    |
| 4 octobre    | Longchamp        | France      | Prix de l'Arc de Triomphe | Gr. 1       | 2 400 m     | T. Jarnet   | 1er / 18    | encolure    | User Friendly         | 2'39"00     | 762 245 €   |
| 31 octobre   | Gulfstream Park  | États-Unis  | Breeders' Cup Turf        | Gr. 1       | 2 400 m     | T. Jarnet   | 5e / 10     | 3 ½         | Fraise                | 2'24"00     | 31 587 €    |

## Au haras
Au haras, les origines modestes de Subotica ne lui permettent pas de briller, et il fut dirigé vers une jumenterie d'obstacles, donnant plusieurs champions, tels Sun Storm ou Kotkita, sœur du grand Katko.

## Origines
De modeste extraction et issu d'une lignée très peu en vogue, Subotica est le seul produit de son père, le miler Pampabird, à s'être distingué au plus haut niveau en plat. Pampabird fut en revanche un bon étalon d'obstacle. Quant à Terre de Feu, la mère du champion, elle n'a su donner d'autres éléments de valeur en piste. En revanche sa fille Singing Lark, propre sœur de Subotica, a donné Gin Jockey (Soviet Star), placé dans les Craven Stakes (Gr.3) et surtout Haya Samma (Pivotal), la mère de Haya Landa, qui se glissa à l'arrivée d'un Prix de l'Arc de Triomphe (4e en 2012), et se plaça dans les Grand Prix de Saint-Cloud et de Chantilly.

### Pedigree
| Origines de Subotica (FR), mâle bai né en 1988 | Origines de Subotica (FR), mâle bai né en 1988 | Origines de Subotica (FR), mâle bai né en 1988 | Origines de Subotica (FR), mâle bai né en 1988 |
| ---------------------------------------------- | ---------------------------------------------- | ---------------------------------------------- | ---------------------------------------------- |
| Père Pampabird                                 | Pampapaul                                      | Yellow God                                     | Red God                                        |
| Père Pampabird                                 | Pampapaul                                      | Yellow God                                     | Sally Deans                                    |
| Père Pampabird                                 | Pampapaul                                      | Pampalina                                      | Bairam                                         |
| Père Pampabird                                 | Pampapaul                                      | Pampalina                                      | Padus                                          |
| Père Pampabird                                 | Wood Grouse                                    | Celtic Ash                                     | Sicambre                                       |
| Père Pampabird                                 | Wood Grouse                                    | Celtic Ash                                     | Ash Plant                                      |
| Père Pampabird                                 | Wood Grouse                                    | French Bird                                    | Guersant                                       |
| Père Pampabird                                 | Wood Grouse                                    | French Bird                                    | Golden Pheasant                                |
| Mère Terre de Feu                              | Busted                                         | Crepello                                       | Donatello                                      |
| Mère Terre de Feu                              | Busted                                         | Crepello                                       | Crépuscule                                     |
| Mère Terre de Feu                              | Busted                                         | Sans le Sou                                    | Vimy                                           |
| Mère Terre de Feu                              | Busted                                         | Sans le Sou                                    | Martial Loan                                   |
| Mère Terre de Feu                              | Ludivine                                       | Luthier                                        | Klairon                                        |
| Mère Terre de Feu                              | Ludivine                                       | Luthier                                        | Flûte Enchantée                                |
| Mère Terre de Feu                              | Ludivine                                       | Tita                                           | Tim Tam                                        |
| Mère Terre de Feu                              | Ludivine                                       | Tita                                           | Always Sunny (famille 4-j)                     |